# Libro del respirare

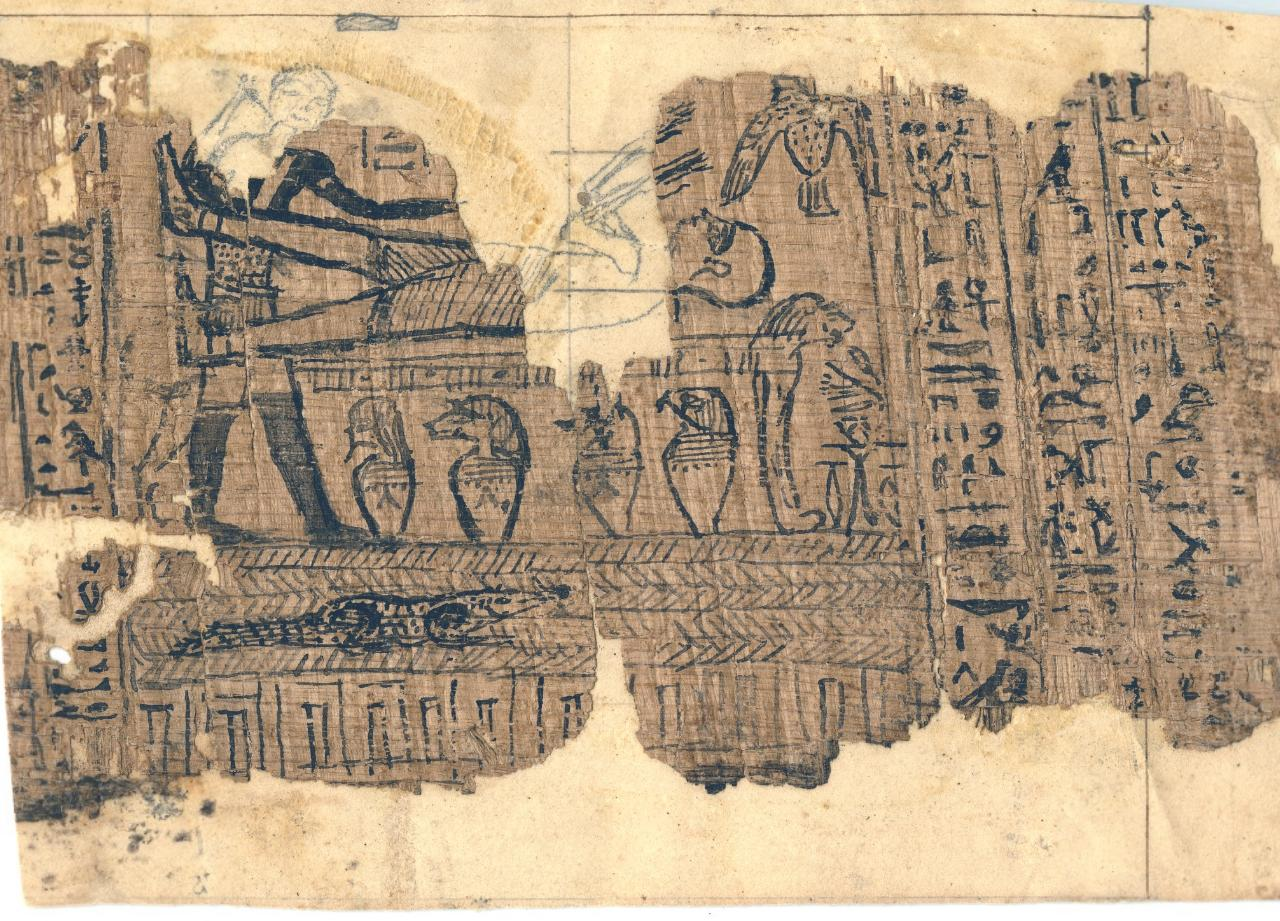
Frammento originale del papiro considerato quale fonte del Libro di Abramo, testo sacro del mormonismo.
Gli egittologi lo hanno identificato col Libro del respirare egizio e rifiutano l'interpretazione fatta da Joseph Smith.

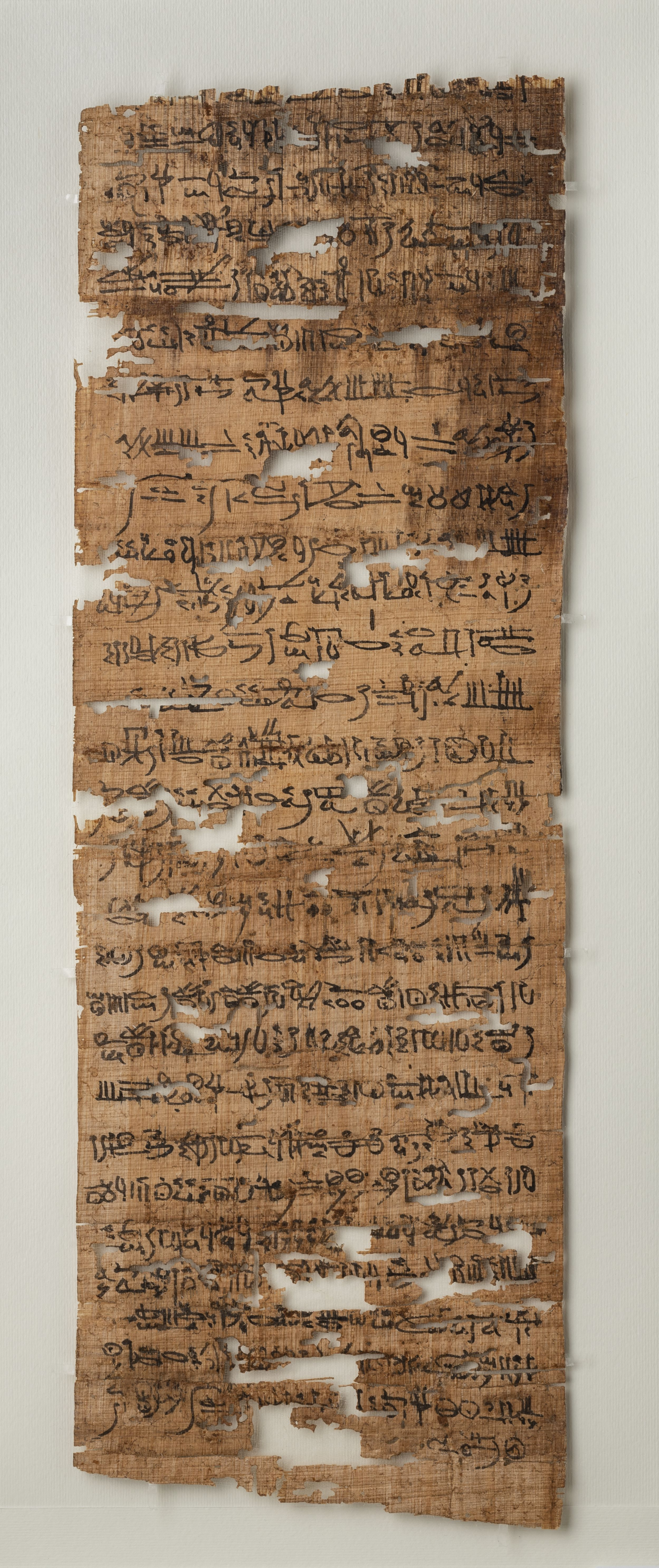
Libro delle Respirazioni scritto in ieratico, Egitto romano, I-II secolo. Museo Egizio, Torino.

I Libri del respirare (o delle respirazioni) sono un insieme di antichi testi funerari egizi, composti per aiutare il defunto a continuare a esistere nel Duat, l'aldilà della religione egizia. La più antica copia conosciuta risale approssimativamente al 350 a.C. Altre copie rinvenute dagli archeologi risalgono al periodo tolemaico (305 - 30 a.C.) e alla dominazione romana dell'Egitto, almeno fino al II secolo d.C.
Il Libro aveva originariamente i titoli: Lettera per respirare che Iside creò per Suo Fratello Osiride; La prima lettera per respirare; La seconda lettera per respirare. Tali testi si sono conservati in varie stesure con numerose varianti, le quali hanno portato spesso gli studiosi a confonderli fra di loro. Il termine "respirare" nel titolo è una metafora riguardante la vita che il defunto sperava di riottenere nell'aldilà. Il Libro contiene esortazioni alle divinità egizie perché accettino il defunto fra di loro.